# Atanazy Raczyński
Atanazy Raczyński (Poznań, 1788-Berlín, 1874) fue un diplomático polaco, al servicio del Reino de Prusia.

## Biografía
Nació el 2 de mayo de 1788 en Poznań, la capital de la región de Wielkopolska, que constituía entonces parte del Reino de Polonia, todavía independiente (en 1793 a consecuencia de la llamada segunda división de Polonia, Wielkopolska fue incluida en el Reino de Prusia). Fue el segundo hijo del general Filip Raczyński y de Michalina de Raczyński, hija de un influyente mariscal de la corte real, Kazimierz Raczyński, creador de la alta posición económica y política de esta estirpe.
Después de una muerte prematura de los padres —la madre falleció en 1790 y el padre en 1804— precisamente Kazimierz Raczyński fue nombrado tutor legal de Atanazy y fue quien influyó decisivamente en la formación intelectual y, en gran medida, también en la personalidad de su nieto. Atanazy Raczyński, cuidadosamente formado (primero en su casa de Rogalin y después en la universidad de Fráncfort del Óder, así como con maestros privados en Berlín y Dresde), desde una juventud temprana fue preparado para el servicio público. Miembro de una familia pudiente, su vida adulta la dedicó sobre todo a dos grandes pasiones: la política y el arte. El escenario en el que realizaba ambas inclinaciones fue sobre todo Berlín, donde fijó su domicilio permanente a principios de los años treinta y donde vivió hasta su muerte, acaecida el 21 de agosto de 1874.

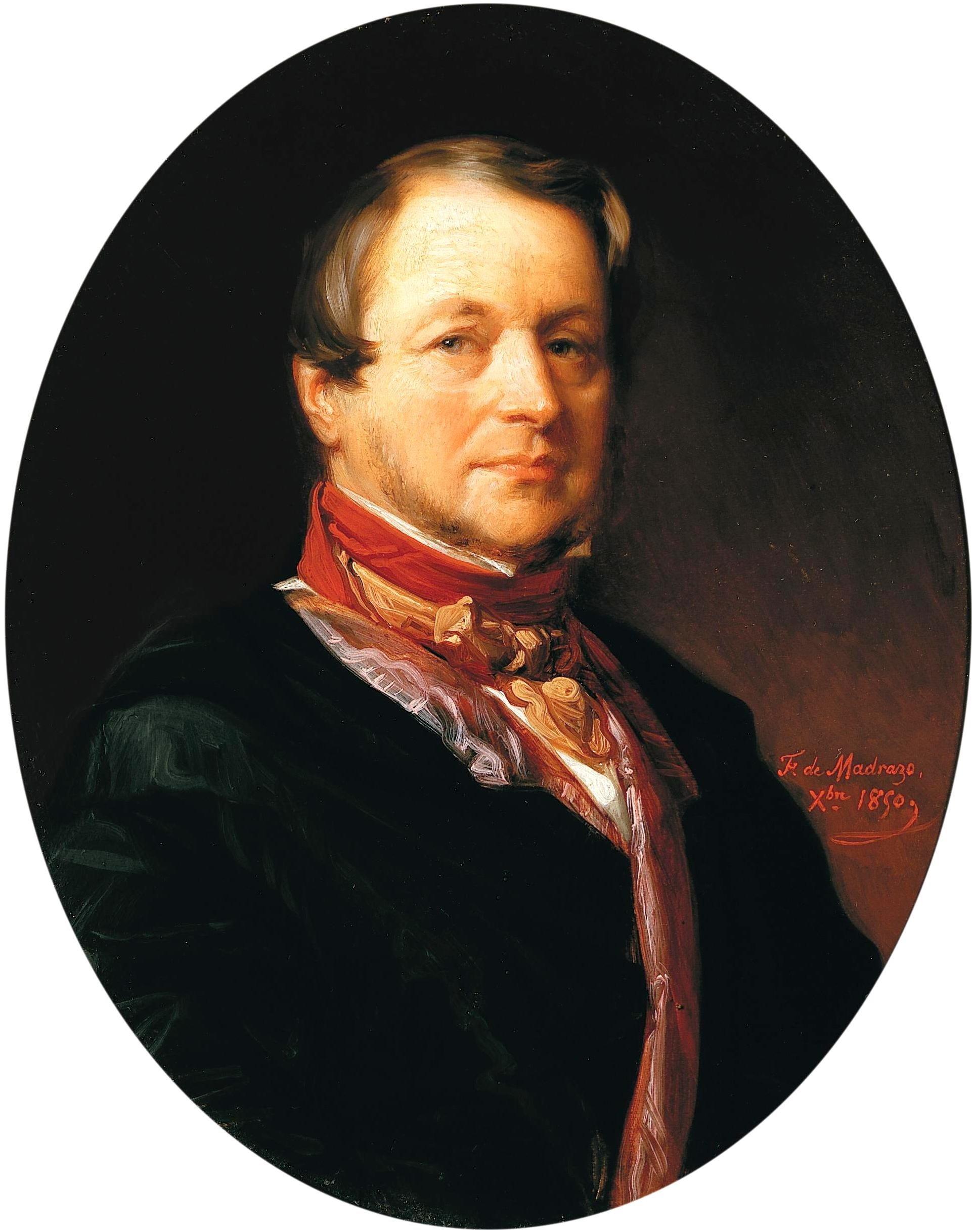
Retratado por Federico Madrazo

Se dedicaba a la política de forma profesional y práctica ya que ejerció de diplomático, primero de Sajonia (entre 1813-1815) y después de Prusia (1830-1852), fue delegado de las Cortes Provinciales de Poznań (Provinziallandtag des Großherzogtums Posen, a partir de año 1827) y miembro hereditario de la Casa de los Señores de Prusia (Das Preussische Herrenhaus) (a partir del año 1854); pero también de forma teórica ya que elaboró para sí una refinada y coherente doctrina política de carácter conservador categórico.
En 1830, después de varios años de esfuerzos, Raczyński entró en el cuerpo diplomático prusiano y fue nombrado diputado extraordinario y ministro plenipotenciario (ausserordentlicher Gesandter und bevollmächtiger Minister) del Reino de Prusia en la corte danesa. Fue el puesto de máximo rango en las estructuras diplomáticas prusianas. Ejerció esta función durante cuatro años. En 1842, volvió al servicio público después de un intervalo de un par de años, ocupando las representaciones diplomáticas primero en Lisboa (1842-1848) y luego en Madrid (1848-1852), donde trabó amistad con Donoso Cortés.

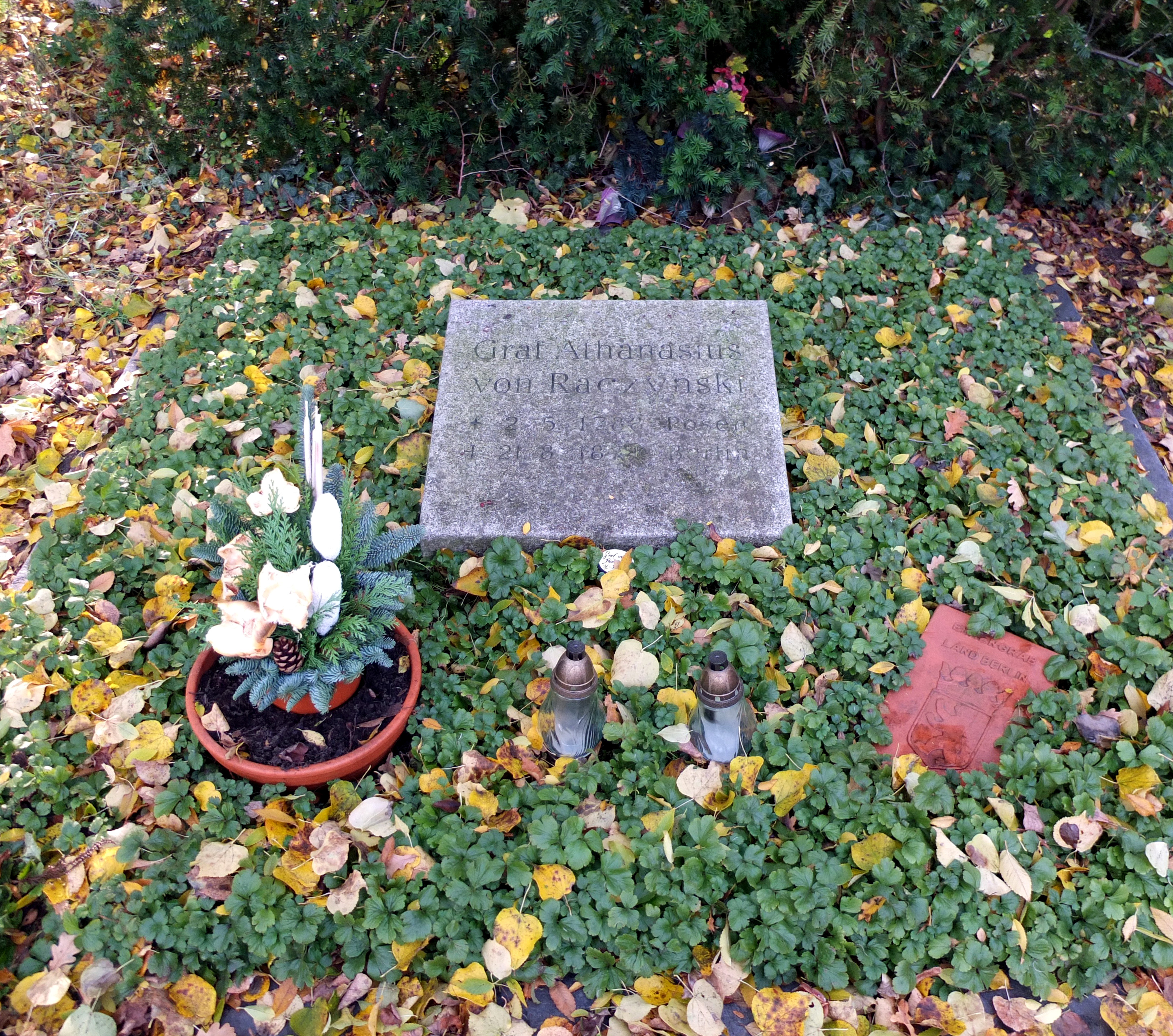
Tumba de Athanasius Raczynski en Berlín

Las funciones ejercidas en las estructuras diplomáticas garantizaron a Raczyński una posición de responsabilidad tanto en los círculos de la administración estatal prusiana como entre la élite diplomática europea. Unas vastas relaciones en las esferas políticas, un buen conocimiento de cuestiones europeas, una visión perspicaz, unas aptitudes analíticas y, finalmente, un estilo literario atractivo, un poco aforístico, otorgaron al concepto político de Raczyński valores que le permitieron situarse en la misma línea que los representantes más eminentes del pensamiento conservador europeo.